# Charles Marie Tanneguy Duchâtel

Charles Marie Tanneguy Duchâtel

Charles Marie Tanneguy, comte Duchâtel (* 19. Februar 1803 in Paris; † 5. November 1867 ebenda) war ein französischer Staatsmann.

## Leben
Charles Marie Tanneguy, comte Duchâtel war ein Sohn des von Napoleon Bonaparte sehr geförderten Grafen Charles Jacques Nicolas Duchâtel (1751–1844). Er studierte Rechtswissenschaft, wurde Anwalt und beteiligte sich seit 1823 unter der Ägide der Partei der Doktrinäre an den Journalen Le Globe und der Revue francaise. In seinem Buch Traité de la charité dans ses rapports avec l’état moral et le bien-être matériel des classes inférieures de la société (Paris 1829) zeigte er sich als Anhänger der Theorie von Malthus.
Nach der Julirevolution von 1830 wurde Duchâtel Staatsrat (Conseiller d’État) im Finanzministerium unter Joseph Dominique Louis, verlor aber durch die Kabinettsumbildung vom 11. Oktober 1832 sein Amt. In der Folge kam er am 21. Februar 1833 als Abgeordneter für Jonzac im Département Charente-Maritime in die Deputiertenkammer und aufgrund seiner Verteidigung des die amerikanische Schuld betreffenden Gesetzesantrags  am 4. April 1834 als Handelsminister (Ministre de l’Agriculture et du Commerce) ins Regierungskabinett, aus dem er im Februar 1836 mit den übrigen Doktrinären ausschied. In diese Zeit fällt seine Tätigkeit für eine durchgreifende Reform des französischen Zollwesens, wofür er im September 1834 eine große Kommission von Sachverständigen einsetzte, deren Ergebnisse ihrer umfassenden Arbeiten er 1835 veröffentlichte.
Von 6. September 1836 bis 15. April 1837 war Duchâtel Finanzminister. In dieser Funktion legte er der Deputiertenkammer eine Reihe großartiger Entwürfe über die öffentlichen Arbeiten vor, deren Ausführung nur durch den Rücktritt der Doktrinäre am 7. März 1837 gehindert wurde. 1838 gehörte er zur Opposition gegen die Regierung unter Louis-Mathieu Molé. Nach der Regierungskrise und dem Aufstand von 1839 wurde er als einer der liberalen Doktrinäre zum Innenminister in dem am 13. Mai 1839 von Nicolas-Jean de Dieu Soult gebildeten Kabinett berufen. Am 25. Januar 1840 legte er bei der Dotationsfrage des Herzogs von Nemours mit den übrigen Ministern sein Amt nieder, nahm jedoch schon am 29. Oktober 1840 als Innenminister im Kabinett von François Pierre Guillaume Guizot seinen Platz wieder ein.
Nach der Februarrevolution 1848 trat Dûchatel als Innenminister zurück und ging nach England, wo er sich bemühte, für die Interessen der Orléans zu wirken.  Nach einigen Monaten kehrte er nach Frankreich zurück und zog sich gänzlich vom politischen Schauplatz zurück. Er starb am 5. November 1867 im Alter von 64 Jahren in Paris.

## Auszeichnungen
- 1842: Mitglied der Académie des sciences morales et politiques (24. Dezember 1842)
- 1846: Großkreuz der Ehrenlegion
- 1846: Mitglied der Académie des beaux-arts

## Werke
- Traité de la charité dans ses rapports avec l’état moral le bien-être matériel des classes inférieures de la société, Paris 1829; 2. Aufl. 1836 unter dem Titel Considérations d’économie politique
- Documents statistiques sur la France, Paris 1834 (vollständige statistische Geschichte Frankreichs, für welches Werk Duchâtel von der Deputiertenkammer eine Geldsumme als Belohnung bewilligt erhielt)